# Rocco (videogioco)
Rocco, precedentemente conosciuto come Rocky, è un videogioco di genere sportivo incentrato sul pugilato del 1985, sviluppato da Armid Soft e pubblicato da Dinamic Software per Amstrad CPC, MSX e ZX Spectrum.
Il primo nome con cui è conosciuto il gioco è dovuto all'ispirazione alla celebre saga cinematografica Rocky, ma, essendo privo di licenza ufficiale, il gioco dovette poi cambiare nome in Rocco.

## Trama
Il pugile Rocco, per raggiungere il titolo di campione, deve affrontare quattro avversari, uno più potente del precedente: Cimbel Lin, Ted Matare, Jansen Sino e Fighter Bull.

## Modalità di gioco
Il giocatore vede il proprio personaggio da una prospettiva in terza persona, posizionata dietro il pugile che comanda, ma con una visuale completa dell'avversario. Ogni personaggio ha una barra della salute che va dal verde al rosso man mano che i pugni vengono messi a segno: quando la barra dell'avversario arriva alla fine, un pugno del giocatore lo metterà al tappeto. Tre KO sono necessari per vincere l'incontro.
Molti elementi del gioco vennero presi direttamente da Punch-Out!!: nello specifico, nelle versioni per ZX Spectrum e MSX, il design del protagonista è equivalente a quello di Glass Joe, primo avversario di Punch-Out!!, nell'illustrazione che lo ritrae sul cabinato arcade. Inoltre, il personaggio di Fighter Bull, ultimo sfidante di Rocco, è ripreso dal personaggio di Bald Bull, anch'esso copiato dalla sua illustrazione sul cabinato.